# Ein verrücktes Paar
Ein verrücktes Paar war eine Fernsehserie aus einzelnen Sketchen, die zwischen 1977 und 1980 im ZDF ausgestrahlt wurde. Die Serie umfasst zehn Folgen (45 bis 90 Minuten). In den Hauptrollen spielten Grit Boettcher und Harald Juhnke. Neben den beiden waren viele bekannte Schauspieler wie Klaus Havenstein, Wolfgang Völz, Elisabeth Wiedemann, Günter Pfitzmann, Joachim Kemmer und Inge Wolffberg als Nebendarsteller zu sehen. Regie führte Wolfgang Spier.
Juhnke und Boettcher wurden für Ein verrücktes Paar 1980 mit der Goldenen Kamera ausgezeichnet.

## Folgen
Folge 1
- 01 Das zweite Bett
- 02 Die betrügende Ehefrau
- 03 Gut verpackt
- 04 Leidensgenosse
- 05 Der blinde Auftritt
- 06 Kurz vor der Scheidung
- 07 Falsch verbunden!
- 08 An der Supermarktkasse
- 09 Ehestreit

Folge 2
- 10 Rätsel in der Hochzeitsnacht
- 11 Sekretärin gesucht
- 12 Der erste Patient
- 13 Italienreise Triebe inbegriffen
- 14 Wie ist denn der privat?
- 15 Eifersucht
- 16 Zeichen in der Nacht
- 17 Zahn um Zahn

Folge 3
- 18 Endlich allein
- 19 Zeugin der Anklage
- 20 Hilfe
- 21 Morgen nach Heute
- 22 Wissen ist Macht
- 23 Du sprechen Türkisch?
- 24 Der Rasiertrick
- 25 Dauertest

Folge 4
- 26 Im Zirkus
- 27 Silvesterplanung
- 28 Unerwarteter Besuch
- 29 Die Party
- 30 Die Sekretärin
- 31 Einladungen
- 32 Freunde und Verwandte
- 33 Dem Täter auf der Spur
- 34 Eifersucht
- 35 Die Party geht los

Folge 5
- 36 Beim Scheidungsanwalt
- 37 Ein Grund zum Feiern
- 38 Liebesgeflüster
- 39 Der vergessene Name
- 40 Zauberflöte
- 41 Ein Ehepaar erzählt einen Witz
- 42 Statistik ist...
- 43 Im Massagesalon

Folge 6
- 44 Aller Anfang ist schwer
- 45 Wie ein Krieg entsteht
- 46 Gedanken sind frei
- 47 Beim Friseur
- 48 Die vergessene Melodie
- 49 Bar - Geld
- 50 Die Geburtstagsüberraschung
- 51 Die eiserne Jungfrau
- 52 Der Privatpatient
- 53 Wie soll das Kind heißen?

Folge 7
- 54 Schlafzimmer mit Strassenbahn
- 55 Die Sache mit der höheren Gewalt
- 56 Die Diva
- 57 Das Traumhaus
- 58 Der Malermeister
- 59 Familienzuwachs
- 60 Komisches Würstchen
- 61 Die Annonce

Folge 8
- 62 Recht auf Arbeit
- 63 Der dritte Mann
- 64 Ein guter Freund
- 65 Die Erbschaft
- 66 Kreditsorgen
- 67 Gesunde Zähne
- 68 Wer geht hier fremd?
- 69 Autobesitzer sind ruhige Menschen
- 70 Austern mit Fasan
- 71 Die Heiratsannonce
- 72 An der Rezeption
- 73 Der Putenbraten

Folge 9
- 74 Der Strohwitwer
- 75 Beim Friseur
- 76 Eine Ehe bleibt eine Ehe
- 77 Liebe im Büro
- 78 Das Fresswunder
- 79 Der Stammtischheld
- 80 Kleptomanie
- 81 Perpetuum-Mobile
- 82 Sprachenverwirrung
- 83 Die Sache mit der Muffe

Folge 10
- 84 Herrenkosmetik
- 85 Gaststätten-Kontrolle
- 86 Die goldene Hochzeit
- 87 Gestörtes Frühstück
- 88 Fußball is ne Konditionsfrage
- 89 Himmel, Richtung und Zwirn
- 90 Auf Brautschau
- 91 Wo die Liebe hinfällt